# Llobera
Llobera è un comune spagnolo di 218 abitanti situato nella comunità autonoma della Catalogna.